# Stazione meteorologica di Brescia Montichiari
La stazione meteorologica di Brescia Montichiari è una stazione meteorologica di riferimento per il Servizio Meteorologico dell'Aeronautica Militare e per l'Organizzazione Mondiale della Meteorologia, relativa all'area pianeggiante nei dintorni della città di Brescia.

## Caratteristiche
La stazione meteorologica, gestita dall'ENAV, si trova nell'Italia nord-occidentale, in Lombardia, in provincia di Brescia, nel comune di Montichiari, a 103 metri s.l.m. e alle coordinate geografiche 45°25′39.03″N 10°19′22.36″E.

## Dati climatologici
In base alla media trentennale di riferimento (1961-1990) per l'Organizzazione Mondiale della Meteorologia, la temperatura media del mese più freddo, gennaio, si attesta a +1,5 °C; quella del mese più caldo, luglio, è di +23,2 °C.
Le precipitazioni medie annue sono di circa 850 mm, mediamente distribuite in 79 giorni, e presentano un picco primaverile ed autunnale e minimo relativo invernale .
| Brescia Montichiari | Mesi | Mesi | Mesi | Mesi | Mesi | Mesi | Mesi | Mesi | Mesi | Mesi | Mesi | Mesi | Stagioni | Stagioni | Stagioni | Stagioni | Anno |
| Brescia Montichiari | Gen  | Feb  | Mar  | Apr  | Mag  | Giu  | Lug  | Ago  | Set  | Ott  | Nov  | Dic  | Inv      | Pri      | Est      | Aut      | Anno |
| ------------------- | ---- | ---- | ---- | ---- | ---- | ---- | ---- | ---- | ---- | ---- | ---- | ---- | -------- | -------- | -------- | -------- | ---- |
| T. max. media (°C)  | 4,9  | 7,7  | 12,7 | 17,1 | 22,7 | 26,5 | 28,8 | 28,8 | 23,8 | 17,1 | 10,4 | 6,5  | 6,4      | 17,5     | 28,0     | 17,1     | 17,3 |
| T. min. media (°C)  | −1,2 | 0,4  | 4,3  | 9,3  | 12,7 | 16,5 | 18,2 | 18,1 | 14,9 | 9,9  | 4,3  | 1,5  | 0,2      | 8,8      | 17,6     | 9,7      | 9,1  |
| Precipitazioni (mm) | 60   | 54   | 64   | 70   | 92   | 75   | 72   | 85   | 62   | 84   | 79   | 54   | 168      | 226      | 232      | 225      | 851  |
| Giorni di pioggia   | 4    | 5    | 6    | 6    | 7    | 7    | 8    | 7    | 7    | 8    | 7    | 7    | 16       | 19       | 22       | 22       | 79   |